# Cyrtomium omeiense
Cyrtomium omeiense är en träjonväxtart som beskrevs av William Edward China och Shing. Cyrtomium omeiense ingår i släktet Cyrtomium och familjen Dryopteridaceae. Inga underarter finns listade.